# Eduard Ole
Eduard Ole (* 20. Mai 1898 in Karula; † 24. November 1995 in Stockholm) war ein estnischer Maler, der ab 1944 in Schweden lebte und seit 1951 die schwedische Staatsbürgerschaft innehatte. Ole war bekannt für seine kubistischen Werke und Porträts.

## Leben
Eduard Ole wurde am 20. Mai 1898 in Karula geboren. Er war das siebte Kind in einer Bauernfamilie. In der Bücherei einer Kunstschule und in Museen in Moskau und Sankt Petersburg kam er früh mit moderner Kunst in Kontakt. Zwischen 1914 und 1918 studierte Ole an der Kunstakademie St. Petersburg und griff den Einfluss des deutschen Expressionismus auf. 1918, als das Land unabhängig wurde, kehrte Ole nach Estland zurück, wo er als Bühnenbildner, Zeichenlehrer und Kunstkritiker tätig war. Ab 1923 trat er als Künstler hervor. In diesem Jahr gründete er zusammen mit Friedrich Hist und Felix Randel eine Künstlergruppe in Tartu, die Ausstellungen mit kubistischer Kunst veranstaltete. Ole arbeitete zwar kubistisch, behielt jedoch immer figurative Elemente bei. Ab 1926 wandte er sich der Tuschmalerei zu.
Im Jahr 1925 schickte Ole Werke in den „Salon des Artistes Indépendants“ der Société des Artistes Indépendants in Paris. 1927 unternahm er eine Studienreise in die französische Hauptstadt, die ihn zu Gemälden mit Motiven der Stadt inspirierte.  In Folge dieser Reise gab dieser die kubistischen Einflüsse in seinem Werk komplett auf und wandte sich großen figürlichen Kompositionen zu. Zu Beginn der 1930er-Jahre begann Ole eine Serie von Porträts estnischer Persönlichkeiten. Zu den Porträtierten gehörten unter anderem Juhan Simm, Hendrik Visnapuu, Friedebert Tuglas und August Gailit. 1937 unternahm Ole eine zweite Studienreise nach Paris. Im Anschluss nahm er die Landschaftsmalerei auf, die er bis in die 1940er-Jahre hinein betrieb. 1939 heiratete er die Philologin Helmi Metsvaht.
Aufgrund der deutschen Besetzung Estlands im Zuge des Zweiten Weltkriegs floh Ole 1943 erst nach Finnland, wo er unter anderem Lauri Kettunen porträtierte. Im Folgejahr floh er von dort weiter in das neutrale Schweden.  1951 nahm er die schwedische Staatsbürgerschaft an. Seine Frau blieb in Estland zurück. Erst 1990 konnte Ole Estland erneut besuchen.
In Schweden arbeitete Ole für das Nordiska Museet und fertigte Illustrationen von schwedischen Monumenten an. Nachdem er sich niedergelassen hatte, bereiste er Lappland und den Norden Norwegens. Er wandte sich der nordischen Landschaft als Motiv zu und adaptierte postimpressionisische Stilelemente ebenso wie den nordischen Expressionismus wie etwa bei Edvard Munch. Ende der 1960er-Jahre wandte sich Ole erneut kubistischen Elementen in seiner Kunst zu.  Diese Werkphase dauerte bis zu seinem Tod an. Ole verstarb am 24. November 1995 in Stockholm und wurde in Tallinn begraben.